# Јевремова улица сусрета
Јевремова — улица сусрета манифестација је која се одржава у Београду од 2009. године у Улици господар Јевремовој поводом празника Цвети и Дана општине Стари град.

## О манифестацији
У Господар Јевремовој улици се на Цвети, Дан општине Стари град у Београду, одржава популарна манифестација која окупља посетиоце и излагаче рукотворина. Господар Јевремова је једна од лепших дорћолских улица која на тај дан постаје место доброг дружења и комшијске слоге.

### Цвети
Цвети је хришћански празник којим се обележава Христов улазак у Јерусалим и увек пада у недељу, дан после Лазареве суботе, а недељу дана пре Ускрса.

## Учесници
Сваке године учествују музичке групе из Србије, као и школски бендови. Организатори обележавају овај сусрет програмима посебно посвећеним школској и предшколској деци. Учесници су институције, установе, вртићи, школе, културно−уметничка друштва, удружења.

## Галерија
- Јевремова — улица сусрета, 2018. година
- Јевремова — улица сусрета, 2018. година
- Јевремова — улица сусрета, 2018. година
- Јевремова — улица сусрета, 2018. година